# Пиццерия
Пиццерия — это ресторан, специализирующийся на пицце.
Многие пиццерии предлагают еду на вынос, когда клиент заказывает еду заранее или в ресторане, а затем забирает приготовленную еду с собой в коробках для пиццы, чтобы съесть её в другом месте. Многие пиццерии даже доставляют еду на дом, когда курьер привозит заказанную еду к входной двери клиента или в другое согласованное место при условии, что адрес доставки находится на подходящем расстоянии от пиццерии. Пиццу можно перевозить на автомобиле, но во многих странах курьеры доставляют пиццу на велосипеде или мопеде. Еду можно заказать в ресторане, по телефону или через Интернет.
В Италии пицца традиционно была едой для бедных и поэтому содержала мало ингредиентов, которые стоили дёшево. Став очень популярной после Второй мировой войны, она превратилась в практичное блюдо, которое быстро и легко готовить, и уже не была едой для бедных. Пицца стала ещё более доступной, когда появились замороженные пиццы и доставка пиццы.

## История
Вероятно, старейшей пиццерией в мире, которая работает по сей день, является Antica Pizzeria Port'Alba в Неаполе, Италия. Ресторан был основан в 1738 году как место общественного питания для торговцев, а в 1830 году был переоборудован в ресторан со столами, стульями и верхним этажом.
Одна из первых в мире пиццерий была основана в Неаполе Раффаэле Эспозито в 1830 году. Ресторан, который работает по сей день, называется Pizzeria Brandi. Первая пицца "Маргарита" была испечена в 1889 году в цветах флага Италии в честь Королевы Маргариты Савойской, посетившей ресторан.
В Соединённых Штатах продажи пиццы начались в 1905 году, когда Дженнаро Ломбарди установил печь для пиццы в своём кафе-магазине и начал продавать кусочки пиццы.

## Пиццерии, принадлежащие иммигрантам
Во многих европейских странах, таких как Швеция, значительная часть владельцев и сотрудников пиццерий — иммигранты. Такое большое количество иммигрантов, работающих в ресторанном бизнесе, встречается не только в Швеции, но и в большинстве стран ОЭСР.
В Швеции многие пиццерии принадлежат иммигрантам и работают как независимые малые предприятия. Эта бизнес-модель появилась, как только пицца появилась в Швеции в 1970-х годах.
Социолог Хенрик Хультман указал на ряд причин, по которым иммигранты из-за пределов Европы оказываются в сфере пиццерийного бизнеса или выбирают её. По сравнению с другими видами бизнеса, открытие небольшой пиццерии обходится относительно дёшево и не требует специальной подготовки. Иммигранты с недостаточным образованием и опытом работы из-за войны или сложного процесса иммиграции могут выбрать бизнес в сфере пиццерий в качестве жизнеспособной альтернативы, но и образованные люди могут столкнуться с необходимостью долго учиться, чтобы получить возможность работать по своей прежней специальности в Швеции. Управление пиццерией — это жизнеспособный способ обеспечить себя и свою семью по сравнению с долгосрочными инвестициями, необходимыми для обучения. Многие владельцы пиццерий происходят из семей, где предпринимательство высоко ценится, и их родители, как правило, тоже владели или работали в небольших семейных предприятиях, например, фермерами или ремесленниками. Лингвистические трудности также могут иметь значение, а знакомство с ресторанным бизнесом через друзей или соотечественников позволяет легко начать дело. Ручная работа, не требующая специальной подготовки, встречается нечасто, поэтому альтернатив немного.